# حالة الدوامة الحلقية

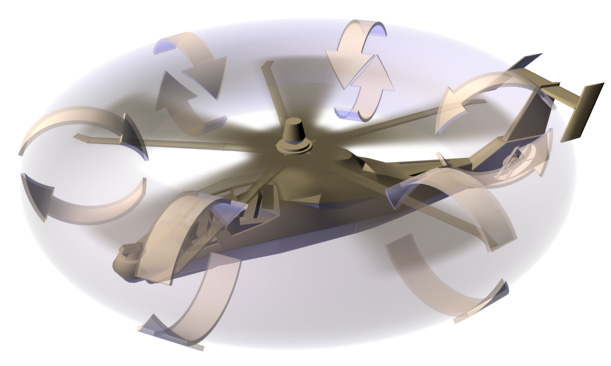

حالة الدوامة الحلقية، وتعرف أيضا باسم حالة هبوط المروحية بقوة عالية ، وهي إحدى حالات الخطيرة للمروحية عند محاولتها الهبوط وهي بحالة قدرة عالية من دوران الريش. وتلك الحالة تحصل عند حصول العوامل التالية:
- سرعة الهبوط (rate of descent) لايقل عن 300 قدم بالدقيقة.
- السرعة الجوية تكون أقل من الرفع الزائد المؤثر (Translational lift).
- ويكون 20% أو أكثر من القدرة المطبقة. ويجب أن تكون جميع تلك الحالات موجودة. فعند حالة عدم وجود أي من العوامل المذكورة سلفا فلن تتحقق تلك الحالة. سواء أكانت هذه الحالة موجودة أم لا. إلا أنه يتوقف على عدد من المؤثرات الأخرى كالوزن الأقصى، والرياح، الخ.

فعند حدوث جميع تلك العوامل فإن الريش تبدأ بالانهيار بالقرب من المحور، حيث يتشتت الهواء عند تلك النقطة. فتتشكل مجموعة من الدوامات تتشكل بمنتصف نظام الدوار مشابهة للدوامات المتشكلة بطرف الدوار، تسبب بتقليل الرفع وزيادة بمعدل سرعة الهبوط (sink rate)، وقد يتفاقم هذا الوضع بسبب عدم وجود سطح انسيابي على الصاري ومنطقة تجمع الريش بحيث يكون حجمها من قدمين للمروحيات الصغيرة إلى عدة أقدام عند المروحيات الضخمة. عند الطيران الأمامي فإن أنماط دفق الهواء الطبيعية تمنع الدفق للأعلى عند منطقة المحور. ولكن عند حالة الهبوط فإن الدفق للأعلى يبدأ بالتشكل. والدوامات تظهر بمنطقة جذر الريشة (الصاري) مما يضعف من قوة الرفع في تلك المنطقة فتتكون حلقة مفرغة مسببة لضعف بالرفع وزيادة في سرعة الهبوط. وفي حالة التسارع تبدا الدوامات الداخلية والخارجية بتغذية بعضها البعض. فعند تلك الحالة إن زاد الطيار من رفع الدوار (برفع المجمع وزيادة الوقود) كمحاولة لخفض سرعة الهبوط، فإن ذلك سيزيد من حجم الدوامات والهبوط سيكون بوضع أسوأ.
فعلامات تلك الظاهرة هي الاهتزاز عند نظام الدوار الرئيسي، ثم يتبعه زيادة قوية بسرعة الهبوط، فالجهل في التعامل مع تلك الحالة قد يرفع من سرعة الهبوط ويسبب بإصطدامه بالأرض، وهو حادث له خطورته القاتلة إن حصل.
لذلك فالإجراء الصحيح لعملية الهبوط بقوة هو تحريك ذراع التدوير للأمام ليبعد حدوث تلك الحالة، و/أو انزال يدة المجمع. فالطيران للأمام سيمنع حدوث تلك الظاهرة، ولكن تقليل القوة (بإنزال المجمع) سيقلل من مساحة الدوامات وبالتالي سيعجل من وقوع تلك الظاهرة. حيث أنها تحصل عند الاقتراب من الأرض، فإنزال المجمع قد لايكون خيارا مرغوبا. فعند الطيران الطبيعي قد يفقد بعض الارتفاع العمودي (altitude) والتي هي متناسبة مع سرعة الهبوط الناشئة قبل حصول الظاهرة. فقائد الطائرة يجب عليه الحذر من حصول الحالات التي تساعد بنشئة تلك الظاهرة، حتى يتمكن بقدراته الخاصة من تلافي حالة الهبوط بقوة.
يجب أن نعلم أن المروحيات ذات دوارات مترادفة فإن يدة التدوير لايمكنها وقف معدل سرعة الهبوط الناشئة من حالة الهبوط بقوة. ففي تلك المروحية، فإنها تستخدم التفاوت بيدة المجمع لرفع السرعة الجوية، ولعمل هبوط أفقي لتجنيب حالة الدوامات الحلقية التي تسبب باضطراب الهواء فإن ذراع التدوير الجانبية تعمل بالتجانس مع الدواسات لعمل هبوط أفقي بدون مشاكل.